# Alexandra Bastedo
Alexandra Lendon Bastedo (Hove, 9 de març de 1946 – Worthing, 12 de gener de 2014) va ser una actriu i escriptora britànica de cinema i televisió, coneguda pel seu paper com l'agent secreta Sharon Macready en la sèrie de televisió d'acció, espionatge i ciència-ficció The Champions, en la que va destacar pel seu rostre bellíssim. Ha estat nomenada com a símbol sexual dels anys 1960 i 70. Bastedo va ser vegetariana ia defensora del benestar dels animals.

## Biografia
Va assistir a l'Escola de Brighton i Hove i a l'Escola d'Art Dramàtic de Worthing. Va estar vinculada sentimentalment amb David Frost, Omar Sharif i Steve McQueen fins que el 1980 es va casar amb el director Patrick Garland, famós per la seva direcció del Festival de Teatre de Chichester, amb qui es va casar en 1980 en la Catedral de Chichester. Va morir un any abans que ella.
Va fer el seu debut al cinema en 1963 com un dels personatges de 13 Frightened Girls de William Castle. Encara que més familiar per als espectadors de la televisió de 1960, va anar també famosa per les seves habilitats amb diversos idiomes, parlava, a més de l'anglès, italià, castellà, francès i alemany. Aquesta habilitat la va portar a la porta del número 10 de Downing Street per a ajudar amb les traduccions i va aconseguir el seu rol de co-presentadora de concursos de Miss Món amb Peter Marshall en la dècada de 1980. A principis dels noranta va aparèixer en un episodi d'Absolutely Fabulous actuant com a model d'Edina i Patsy dels anys seixanta. En 1991, va aparèixer en una notable producció de la pel·lícula de suspens Dangerous Obsession dirigida per N. J. Crisp, junt amb Marc Sinden i John Challis, a The Mill at Sonning.
Va morir el 12 de gener de 2014 després d'una llarga batalla contra el càncer.

## Obres
- Alexandra Bastedo, Beware dobermanns, donkeys and ducks (Parkwest: Robson Books, 1998).
- Alexandra Bastedo and Jeannie Kemnitzer, Canine Care and Cuisine: The Healthy Dog Book (Parkwest: Robson Books, 2000).
- Alexandra Bastedo and Jeannie Kemnitzer, The Healthy Cat Book: Feline Care and Cuisine (Parkwest: Robson Books, 2000).
- Alexandra Bastedo and Jeannie Kemnitzer, The Healthy Dog Book (Parkwest: Robson, 2002).

## Filmografia
- 13 Frightened Girls (aka The Candy Web) (1963)
- The Liquidator (1966)
- Doctor in Clover (1966)
- That Riviera Touch (1966)
- The Scales of Jutice, episodi "The Haunted Man" (1966, sèrie de televisió)
- The Wednesday Play, episodi "The Head Waiter" (1966, sèrie de televisió)
- Casino Royale (1967)
- The Champions (1968–69) (sèrie de televisió)
- A Promise of Bed (1969)
- I Can't... I Can't (1969)
- My Partner the Ghost, episodi "Whoever Heard of a Ghost Dying?" (1969, sèrie de televisió)
- The Kashmiri Run (1970)
- Codename (1970) (sèrie de televisió)
- My lover, my son (1970)
- From a Bird's Eye View, episodi "Sicillian Affair" (1970, sèrie de televisió)
- La novia ensangrentada (1972)
- I Hate My Body (1974)
- Tu Dios y mi infierno (1975)
- The Ghoul (1975)
- El clan de los Nazarenos (1975)
- The Man Inside (1976)
- Find the Lady (1976)
- El mirón (1977)
- Cabo de vara (1978)
- The Aphrodite Inheritance (1979) (miniserie)
- A Choice of Two (1981)
- Estigma (1982)
- Legend of the Champions (1983) (TV)
- Draw! (1984) (TV)
- La veritat oculta (1987)
- Absolutely Fabulous: Fat (1992)
- Batman Begins (2005)
- EastEnders (2008–2009)